# エリクとエリク
エリクとエリク（スウェーデン語：Erik och Erik, ラテン語: Ericus et Ericus）は、ブレーメンのアダムが記録しているスウェーデン王位係争者の2人。ステンキルの死後、1066年から1067年ごろに王位をめぐって戦い、悲惨な結末をもたらしたとされる。エリク7世とエリク8世といわれる。

## 概要
ブレーメンのアダムは、次のように記している。
「この戦争で、スウェーデンのすべての有力者が斃れたという。2人の王も同じく死んだ。すべての王家が完全に死に絶えたとき、王国の情勢は一変し、キリスト教は激しく阻害されるようになった。（ブレーメン）大司教が油を塗りこの地へ送った司教たちは、迫害を恐れて故郷へ帰っていった。ただ一人スコーネ司教はイェート人の教会の世話を続け、スウェーデンのヤールであるGnifはキリスト教の下で彼の領民を力付けた。」
これ以外に、二人のエリクに関する記録は見つかっていない。後世の歴史家は、一方をステンキルの子でキリスト教徒、もう一方は異教徒であると考え、しばしばそれぞれ「エリク・ステンキルスソン」と「エリク異教徒王」という通称で呼んでいる。なお、エリクという名そのものも当時実際に呼ばれた名であるか否か実証されていない。
2人のエリクの死後、ステンキルの息子ハルステンがスウェーデン王位についた。